# Comuna Tordinci, Vukovar-Srijem
Tordinci este o comună în cantonul Vukovar-Srijem, Croația, având o populație de 2.032 de locuitori (2011).

## Demografie
Componența etnică a comunei Tordinci
     Croați (77,61%)
     Maghiari (18,26%)
     Sârbi (3,54%)
     Necunoscut (0,25%)
     Neclasificat (0,25%)
Componența confesională a comunei Tordinci
     Catolici (70,37%)
     Protestanți (23,87%)
     Ortodocși (3,69%)
     Necunoscută (0,49%)
     Alte religii (1,57%)
Conform recensământului din 2011, comuna Tordinci avea 2.032 de locuitori. Din punct de vedere etnic, majoritatea locuitorilor (77,61%) erau croați, existând și minorități de maghiari (18,26%) și sârbi (3,54%). Apartenența etnică nu este cunoscută în cazul a 0,25% din locuitori. Din punct de vedere confesional, majoritatea locuitorilor (70,37%) erau catolici, existând și minorități de protestanți (23,87%) și ortodocși (3,69%). Pentru 0,49% din locuitori nu este cunoscută apartenența confesională.